# Polisportiva Nuovo Campobasso Calcio 2012-2013
Questa pagina raccoglie le informazioni riguardanti la Polisportiva Nuovo Campobasso Calcio nelle competizioni ufficiali della stagione 2012-2013.

## Rosa
| N. |                   | Ruolo | Calciatore          |
| -- | ----------------- | ----- | ------------------- |
|    | Italia (bandiera) | P     | Francesco Cattenari |
|    | Italia (bandiera) | P     | Rino Iuliano        |
|    | Italia (bandiera) | D     | Federico Boi        |
|    | Italia (bandiera) | D     | Marco Candrina      |
|    | Italia (bandiera) | D     | Carmine Esposito    |
|    | Italia (bandiera) | D     | Daniele Marino      |
|    | Italia (bandiera) | D     | Antonio Minadeo     |
|    | Italia (bandiera) | D     | Marco Petrassi      |
|    | Italia (bandiera) | D     | Samuele Modica      |
|    | Italia (bandiera) | D     | Luigi Silvestri     |
|    | Italia (bandiera) | C     | Giuseppe Colantoni  |
|    | Italia (bandiera) | C     | Francesco Curcio    |
|    | Italia (bandiera) | C     | Antonio D'Allocco   |
|    | Italia (bandiera) | C     | Davide Di Libero    |
|    | Italia (bandiera) | C     | Giorgio Di Vicino   |
|    | Italia (bandiera) | C     | Gianfranco Fassari  |
|    | Italia (bandiera) | C     | Giuseppe Fella      |
|    | Italia (bandiera) | C     | Cosimo Forgione     |

| N. |                           | Ruolo | Calciatore             |
| -- | ------------------------- | ----- | ---------------------- |
|    | Italia (bandiera)         | C     | Rolando Giannuzzi      |
|    | Italia (bandiera)         | C     | Antonio Grillo         |
|    | Francia (bandiera)        | C     | Samir Amar Lacheheb    |
|    | Italia (bandiera)         | C     | Antonio Mauriello      |
|    | Italia (bandiera)         | C     | Pietro Mazza           |
|    | Italia (bandiera)         | C     | Felice Pascucci        |
|    | Italia (bandiera)         | C     | Nicola Rais            |
|    | Italia (bandiera)         | C     | Federico Santaguida    |
|    | Italia (bandiera)         | A     | Daniele Buongiorno     |
|    | Italia (bandiera)         | A     | Cristiano Bussi        |
|    | Italia (bandiera)         | A     | Gianluca Di Bartolomeo |
|    | Italia (bandiera)         | A     | Mario Iovine           |
|    | Costa d'Avorio (bandiera) | A     | Amarà Konate           |
|    | Italia (bandiera)         | A     | Rosario Maiella        |
|    | Italia (bandiera)         | A     | Samuele Marinucci      |
|    | Italia (bandiera)         | A     | Francesco Mannoni      |
|    | Italia (bandiera)         | A     | Daniele Morante        |
|    | Italia (bandiera)         | A     | Michele Palmiero       |
|    | Italia (bandiera)         | A     | Manuel Perra           |
|    | Italia (bandiera)         | A     | Daniele Sciarra        |

## Calciomercato

### Sessione estiva
| Acquisti | Acquisti               | Acquisti       | Acquisti   |
| R.       | Nome                   | da             | Modalità   |
| -------- | ---------------------- | -------------- | ---------- |
| P        | Francesco Cattenari    | Pescara        | definitivo |
| D        | Federico Boi           | Selargius      | definitivo |
| D        | Marco Candrina         | Benevento      | definitivo |
| D        | Antonio Minadeo        | Trivento       | definitivo |
| C        | Giuseppe Colantoni     | Pescara        | prestito   |
| C        | Francesco Curcio       | Crotone        | definitivo |
| C        | Antonio D'Allocco      | Vigor Trani    | definitivo |
| C        | Davide Di Libero       | Aprilia        | definitivo |
| C        | Giorgio Di Vicino      | Sambenedettese | definitivo |
| C        | Antonio Grillo         | Fondi          | definitivo |
| C        | Nicola Rais            | Selargius      | definitivo |
| C        | Federico Santaguida    | Vibonese       | definitivo |
| A        | Cristiano Bussi        | Parma          | prestito   |
| A        | Gianluca Di Bartolomeo | Pescara        | prestito   |
| A        | Marco Iovine           | Viribus        | definitivo |
| A        | Amarà Konate           | Parma          | definitivo |
| A        | Samuele Marinucci      | Fondi          | definitivo |
| A        | Francesco Manonni      | Cagliari       | definitivo |
| A        | Daniele Morante        | Prato          | definitivo |
| A        | Daniele Sciarra        | Pescara        | prestito   |
| A        | Manuel Perra           | Tauras         | definitivo |

| Cessioni | Cessioni                 | Cessioni           | Cessioni      |  |
| R.       | Nome                     | a                  | Modalità      |  |
| -------- | ------------------------ | ------------------ | ------------- |  |
| P        | Francesco Falcone        | Potenza            | definitivo    |  |
| P        | Raffaele Ioime           | Latina             | definitivo    |  |
| P        | Valerio Senatore         |                    | svincolato    |  |
| P        | Luigi Splendido          | Vastogirardi       | definitivo    |  |
| D        | Andrea Bertozzini        | Correggese         | definitivo    |  |
| D        | Remo Capitani            | Agropoli           | prestito      |  |
| D        | David Enrique Mateo      | Fiorentina         | fine prestito |  |
| D        | Donato Posilipo          | Carano             | definitivo    |  |
| D        | Pierluigi Scudieri       | Savoia             | definitivo    |  |
| D        | Filippo Viscido          | Potenza            | definitivo    |  |
| C        | Fabio Balderas           |                    | svincolato    |  |
| C        | Livio Daniele Bruno      | Fidelis Andria     | definitivo    |  |
| C        | Daniele Cirillo          | Sant'Antonio Abate | definitivo    |  |
| C        | Albino Fazio             | Isernia            | definitivo    |  |
| C        | Marco Giannattasio       | Reggina            | definitivo    |  |
| C        | Vincenzo Licciardi       |                    | svincolato    |  |
| C        | Luca Piano               | Monopoli           | definitivo    |  |
| C        | Giuseppe Todino          | Matera             | definitivo    |  |
| C        | Stefano Volpe            |                    | ritiro        |  |
| C        | Luca Volpicelli          | Pomigliano         | definitivo    |  |
| A        | Angelo Di Nardo          |                    | ritiro        |  |
| A        | Sergio Cruz Pereira      | Catanzaro          | definitivo    |  |
| A        | Federico La Porta        |                    | svincolato    |  |
| A        | Ferdinando Rega          | Sarnese            | definitivo    |  |
| A        | Tateo Vittorio Tricarico | Lecce              | fine prestito |  |

### Sessione invernale
| Acquisti | Acquisti            | Acquisti    | Acquisti   |
| R.       | Nome                | da          | Modalità   |
| -------- | ------------------- | ----------- | ---------- |
| D        | Marco Petrassi      |             | definitivo |
| D        | Luigi Silvestri     | Salernitana | prestito   |
| C        | Giuseppe Fella      | Avellino    | definitivo |
| C        | Rolando Giannuzzi   | Messina     | definitivo |
| C        | Samir Amar Lacheheb |             | svincolato |
| C        | Felice Pascucci     |             | svincolato |
| A        | Daniele Buongiorno  | Genoa       | prestito   |
| A        | Rosario Majella     | Casertana   | definitivo |

| Cessioni | Cessioni               | Cessioni | Cessioni      |
| R.       | Nome                   | a        | Modalità      |
| -------- | ---------------------- | -------- | ------------- |
| C        | Giuseppe Colantoni     | Chieti   | definitivo    |
| C        | Federico Santaguida    | Casale   | definitivo    |
| A        | Gianluca Di Bartolomeo | Pescara  | fine prestito |
| A        | Mario Iovine           | Genoa    | prestito      |
| A        | Samuele Marinucci      | Arezzo   | definitivo    |
| A        | Francesco Mannoni      | Savoia   | definitivo    |
| A        | Daniele Morante        |          | svincolato    |
| A        | Daniele Sciarra        | Pescara  | fine prestito |

## Risultati

### Lega Pro Seconda Divisione

#### Girone di andata
| Arbitro: | Di Martino (Teramo) |

|                         |           |                   |
| Morante 31’ (rig.), 42’ | Marcatori | 52’ (rig.) Khoris |

| Arbitro: | Colarossi (Roma) |

|                                             |           |  |
| Fragiello 12’ Sandomenico 60’ Figliolia 75’ | Marcatori |  |

| Arbitro: | Paolini (Ascoli Piceno) |

|             |           |               |
| Sciarra 90’ | Marcatori | 7’ Panariello |

| Arbitro: | Caso (Verona) |

|                          |           |  |
| De Sousa 21’ (rig.), 71’ | Marcatori |  |

| Arbitro: | Di Ruberto (Nocera Inferiore) |

|            |           |               |
| Konate 74’ | Marcatori | 88’ Arrighini |

| Arbitro: | Rapuano (Rimini) |

|                    |           |  |
| Ferrari 49’ (rig.) | Marcatori |  |

| Arbitro: | Soricano (Barletta) |

|                       |           |                         |
| Lo Sicco 71’ Zane 87’ | Marcatori | 34’ Morante 75’ Minadeo |

| Campobasso 21 ottobre 2012, ore 15:00 CEST 8ª giornata | Campobasso         | 0 – 0 referto | L’Aquila | Stadio Nuovo Romagnoli\| Arbitro: \| Marinelli (Tivoli) \| |
| Arbitro:                                               | Marinelli (Tivoli) |               |          |                                                            |

| Arbitro: | Bietolini (Firenze) |

|                                    |           |  |
| Molinari 23’ Montervino 28’ (rig.) | Marcatori |  |

| Arbitro: | Todaro (Palermo) |

|  |           |                            |
|  | Marcatori | 43’ Gattari 84’ Mangiapane |

| Arbitro: | Verdenelli (Foligno) |

|  |           |             |
|  | Marcatori | 2’ Gambuzza |

| Arbitro: | Losito (Pesaro) |

|                                     |           |  |
| Dimas 47’ D'Antoni 79’ Candiano 81’ | Marcatori |  |

| Arbitro: | Gentile (Lodi) |

|                       |           |  |
| Minadeo 40’ Bussi 80’ | Marcatori |  |

| Arbitro: | Pagliardini (Arezzo) |

|             |           |              |
| Coletti 42’ | Marcatori | 68’ Esposito |

| Arbitro: | Tardino (Milano) |

|              |           |  |
| Lacheheb 20’ | Marcatori |  |

| Arbitro: | Rizzo (Siena) |

|  |           |                                     |
|  | Marcatori | 45+3’ Rais 88’ Konate 90’ Di Vicino |

| Arbitro: | Strocchia (Nola) |

|  |           |                       |
|  | Marcatori | 53’ Improta 71’ Conte |

#### Girone di ritorno
| Arbitro: | Formato (Benevento) |

|                          |           |                       |
| Cruz 23’, 72’ Ungaro 30’ | Marcatori | 47’ Majella 82’ Fella |

| Arbitro: | Giovani (Grosseto) |

|                                  |           |                         |
| Di Vicino 72’ (rig.) Minadeo 89’ | Marcatori | 59’ Riccio 65’ Figliola |

| Arbitro: | Oliveri (Palermo) |

|                                |           |             |
| Pera 39’ (rig.) Panariello 48’ | Marcatori | 32’ Majella |

| Arbitro: | Marchesini (Legnago) |

|                                  |           |  |
| Di Vicino 15’ (rig.) Majella 42’ | Marcatori |  |

| Arbitro: | Di Ruberto (Nocera Inferiore) |

|                |           |           |
| Grassi 6’, 65’ | Marcatori | 74’ Fella |

| Arbitro: | Bruno (Torino) |

|                                       |           |            |
| Di Vicino 22’ (rig.) Majella 48’, 90’ | Marcatori | 6’ Sassano |

| Arbitro: | Soricaro (Barletta) |

|           |           |  |
| Fella 44’ | Marcatori |  |

| Arbitro: | Albertini (Ascoli Piceno) |

|  |           |             |
|  | Marcatori | 51’ Majella |

| Arbitro: | Ros (Pordenone) |

|             |           |  |
| Minadeo 81’ | Marcatori |  |

| Arbitro: | Reni (Pistoia) |

|              |           |         |
| Catanese 73’ | Marcatori | 74’ Boi |

| Martina Franca 24 marzo 2013, ore 14:30 CET 28ª giornata | Martina             | 0 – 0 referto | Campobasso | Stadio Giuseppe Domenico Tursi\| Arbitro: \| Di Martino (Teramo) \| |
| Arbitro:                                                 | Di Martino (Teramo) |               |            |                                                                     |

| Campobasso 7 aprile 2013, ore 15:00 CEST 29ª giornata | Campobasso                 | 0 – 0 referto | Borgo a Buggiano | Stadio Nuovo Romagnoli\| Arbitro: \| Rasia (Bassano del Grappa) \| |
| Arbitro:                                              | Rasia (Bassano del Grappa) |               |                  |                                                                    |

| Arbitro: | Benassi (Bologna) |

|  |           |             |
|  | Marcatori | 49’ Majella |

| Arbitro: | Aureliano (Bologna) |

|           |           |  |
| Bussi 65’ | Marcatori |  |

| Arbitro: | Spinelli (Terni) |

|            |           |                                      |
| Giglio 21’ | Marcatori | 1’ Di Vicino 31’ Majella 76’ Minadeo |

| Arbitro: | Marchesini (Legnago) |

|              |           |              |
| Petrassi 54’ | Marcatori | 84’ Giannusa |

| Arbitro: | Gentile (Lodi) |

|                         |           |             |
| Suarino 35’ Improta 66’ | Marcatori | 21’ Majella |

### Coppa Italia Lega Pro

#### Fase a gironi
| Arbitro: | Lazzeri (Arezzo) |

|                |           |                                    |
| De Martino 90’ | Marcatori | 28’ Sciarra 52’ Konate 75’ Morante |

| 26 agosto 2012 2ª giornata |  | – Il Campobasso riposa |  |  |

| Arbitro: | Greco (Lecce) |

|             |           |            |
| Morante 13’ | Marcatori | 81’ Riccio |

#### Primo turno eliminatorio
| Arbitro: | Morreale (Roma) |

|               |           |  |
| Candrina 110’ | Marcatori |  |

#### Secondo turno elimatorio
| Arbitro: | Strocchia (Nola) |

|                                         |           |  |
| Pagliaroli 11’ Di Bartolomeo 72’ (aut.) | Marcatori |  |

## Statistiche

### Statistiche di squadra
| Competizione          | Punti | In casa | In casa | In casa | In casa | In casa | In casa | In trasferta | In trasferta | In trasferta | In trasferta | In trasferta | In trasferta | Totale | Totale | Totale | Totale | Totale | Totale | DR |
| Competizione          | Punti | G       | V       | N       | P       | Gf      | Gs      | G            | V            | N            | P            | Gf           | Gs           | G      | V      | N      | P      | Gf     | Gs     | DR |
| --------------------- | ----- | ------- | ------- | ------- | ------- | ------- | ------- | ------------ | ------------ | ------------ | ------------ | ------------ | ------------ | ------ | ------ | ------ | ------ | ------ | ------ | -- |
| Seconda Divisione     | 44    | 17      | 8       | 6       | 3       | 18      | 12      | 17           | 4            | 4            | 9            | 17           | 25           | 34     | 12     | 10     | 12     | 35     | 37     | -2 |
| Coppa Italia Lega Pro | 4     | 2       | 1       | 1       | 0       | 2       | 1       | 2            | 1            | 0            | 1            | 3            | 3            | 4      | 2      | 1      | 1      | 5      | 4      | +1 |
| Totale                |       | 19      | 9       | 7       | 3       | 20      | 13      | 19           | 5            | 4            | 10           | 20           | 28           | 38     | 14     | 11     | 13     | 40     | 41     | -1 |